# Електронске услуге
Електронске услуге (е-услуге) представљају услуге које се пружају коришћењем информационих и комуникационих технологија (ИКТ). Основне компоненте е-услуга обухватају:
1. Пружаоца услуга,
2. Корисника услуга,
3. Канале за пружање услуга, односно технологију која омогућава пренос услуга.

На пример, у контексту јавних е-услуга, јавне агенције делују као пружаоци услуга, док су грађани и предузећа корисници. Главни канал за јавне е-услуге је Интернет, али се и други традиционални канали, попут телефона, јавних киоска, мобилних уређаја и телевизије, такође користе.

## Историјат и концепт е-услуга
Термин „е-управа“ настао је крајем 1980-их у Европи, а формално је уведен 1993. године од стране Владе Сједињених Америчких Држава. Данас је е-управа призната истраживачка област, посебно у домену јавне политике и модернизације јавног сектора. Е-услуге представљају кључну грану овог домена, са посебним значајем за развој електронског пословања и трансформацију јавног сектора.
Е-услуге обухватају све врсте услуга пружених путем Интернета, укључујући комерцијалне (нпр. е-трговина) и некомерцијалне (нпр. јавне услуге које обезбеђују владе). Е-услуге омогућавају интерактивне трансакције, за разлику од традиционалних веб страница које служе само за пружање информација.

## Значај е-услуга
Е-услуге доносе бројне предности:
- Омогућавају приступ широј бази корисника,
- Проширење тржишног домета,
- Смањење баријера за улазак на нова тржишта,
- Пружање алтернативних канала комуникације,
- Побољшање корисничког искуства и препознатљивости организације,
- Повећање транспарентности и конкурентске предности.

## Предности електронске куповине
Електронска куповина као део е-услуга има додатне погодности:
- Доступност е-продавница 24 часа дневно,
- Елиминисање потребе за физичким одласком у продавнице,
- Широк асортиман производа и лакше поређење цена и квалитета,
- Доступност електронских попуста и промоција.

## Примена и архитектура е-услуга
Е-услуге се примењују у различитим контекстима:
1. Е-пословање (е-трговина): Услуге које пружају приватне компаније и невладине организације.
2. Е-управа: Јавне услуге које пружају владине институције грађанима и предузећима.

Архитектонски оквир е-услуга обухвата више слојева:
- Слој података: извори података,
- Слој обраде: системи корисничке подршке, управљања и интеграције садржаја,
- Слој размене: интеграција предузетничких апликација,
- Слој интеракције: веза између е-услуга,
- Слој презентације: кориснички интерфејс.

## Трошкови и изазови
Главни покретачи трошкова укључују развој апликација, њихово одржавање, обезбеђивање интернет везе, хардвер и софтвер, као и правне и безбедносне изазове. Брзе технолошке промене захтевају континуирану адаптацију и обуку кадрова.

## Е-услуге у развијеним земљама

### Сједињене Америчке Државе
Грађани Сједињених Америчких Држава имају бројне могућности за праћење и разумевање активности владе захваљујући е-управи. Концепт Влада 2.0 (енгл. Government 2.0) тренутно се примењује како би се омогућило ближе повезивање грађана и владиних институција. Овај модел доноси већу транспарентност, побољшану комуникацију и нове начине приступа информацијама. Грађани могу да учествују у процесима кроз онлајн апликације попут друштвених мрежа и других дигиталних платформи.
Преко платформи као што је USA.gov, грађани могу да:
- Контактирају изабране представнике,
- Приступају информацијама о радним правима, пензионим плановима и законима,
- Читају о темама као што су порези, зајмови и социјална помоћ,
- Добију податке о држављанству, визама и пасошима,
- Истражују теме везане за здравље, образовање и екологију.

Е-трговина је постала кључна е-услуга за велика и мала предузећа у Сједињеним Државама. Очекује се да ће овај сектор бележити раст од 10–12% годишње.
- Амазон (енгл. Amazon.com) је највећа онлајн продавница са годишњом продајом од 79 милијарди долара.
- Волмарт (енгл. Walmart) је проширио своје пословање на е-трговину, са продајом од 13 милијарди долара у 2015. години.
- Епл (енгл. Apple) је остварио приход од е-трговине у вредности од 12 милијарди долара у истој години, продајући     технологију као што су мобилни телефони, рачунари и музички плејери.

- иБеј (енгл. eBay), са нето приходом од скоро 9 милијарди долара у 2016, послује углавном у САД-у, али има и значајно међународно присуство, посебно у Великој Британији и Немачкој.
- Етси (енгл. Etsy) је остварио приход од 200 милиона долара, са 31% бруто продаје ван територије САД-а.

### Кина
Кина је препознала континуирани раст употребе интернета и реаговала на то проширењем својих е-услуга, посебно у оквиру е-управе.
- Влада ради на развоју више онлајн функција.
- Интеграција онлајн услуга путем званичних владиних сајтова.
- Пружање додатних отворених података ради веће транспарентности.
- Комбинација локалних и националних услуга ради веће погодности за грађане.

Кључни део овог приступа је акциони план под називом Интернет Плус (енгл. Internet Plus), који има за циљ укључивање интернета у свакодневно пословање и економски развој до 2025. године. Овај план ће помоћи у повећању тржишта рада запошљавањем локалног становништва и у стварању области посвећених технолошком напретку, као што је Зхонггуанцун (енгл. Zhongguancun).
Са највећим бројем интернет корисника и мобилних телефона на свету, Кина бележи огромну потражњу за е-услугама и технолошким растом. У 2016. кинески потрошачи су потрошили више на онлајн робу и услуге него САД и Велика Британија заједно. Разлози за успех е-трговине у Кини укључују:
- Лак приступ мобилном интернету.
- Ниске цене доставе.
- Велики избор јефтиних, небрендираних производа.

#### Водеће кинеске технолошке компаније
- Алибаба  (енгл. Alibaba): Највеће онлајн тржиште са годишњим приходом од 16 милијарди долара. Глобално је доступан преко АлиЕкспрес-а у Русији и Бразилу.
- Тенцент (енгл. Tencent): Годишњи приход од 16 милијарди долара. Популаран за размену порука (ВиЧет (енгл. WeChat) са 700 милиона корисника до краја 2015), мобилне игре и дигитални садржај.
- Баиду (енгл. Baidu): Најпосећенији сајт у Кини, са функцијом интернет претраживача. Годишњи приход износи 10 милијарди долара, са 663 милиона корисника у марту 2016.
- Хуавеи (енгл. Huawei): Производи телефоне, таблете и опрему за фиксне мреже. Годишњи приход је 61 милијарда долара. Присутан у 100 земаља и лидер у броју патентних пријава 2015. године (3.898).

Ове компаније показују доминацију Кине у глобалним технолошким трендовима и указују на њену способност да спроведе дигиталну трансформацију у различитим секторима.

## Изазови електронских услуга у земљама у развоју
Иако је будућност е-услуга перспективна, постоје значајни изазови који утичу на њихову имплементацију у земљама у развоју:
- Ниска пенетрација ИКТ: у многим земљама у развоју, приступ интернету је ограничен, а брзине везе ниске, што представља главну препреку за проширење е-услуга.
- Преваре на интернету: процењује се да преваре у интернет простору е-трговине коштају око 2,8 милијарди америчких долара, што смањује поверење корисника у онлајн услуге.
- Приватност: присуство разних врста шпијунског софтвера и безбедносних рупа доводи до забринутости о заштити података и приватности корисника.
- Наметљиве карактеристике услуга: е-услуге, нарочито преко мобилних телефона, могу постати наметљиве јер корисници можда не желе да буду контактирани у било које време и на било ком месту.

## Иницијативе за развој е-услуга у земљама у развоју
У последњим годинама примећује се пораст различитих е-услуга и сродних иницијатива у земљама у развоју. Примери укључују:
- Пројекат Немади (енгл. Project Nemmadi), Пројекат Мишн Мод МЦА21 (енгл. MCA21 Mission Mode Project) или Дигитална Индија (енгл. Digital India): Иницијативе у Индији које имају за циљ да унапреде електронске услуге и интегришу их у свакодневно пословање.
- Дирекција електронске владе у Пакистану (енгл. Electronic Government Directorate): Фокусирана на побољшање приступа е-услугама за грађане.
- Програм за грађане е-управе у Ираку (енгл. The E-Government citizen program): Интегрише електронске услуге у јавну управу ради повећања ефикасности и транспарентности.
- Центар за развој е-управе у Азербејџану (енгл. E-government Development Center): Рад на развоју инфраструктуре и услуга за подршку е-управе.

## Кључне речи у истраживању е-услуга

### Прихватање технологије
Прихватање технологије од стране корисника дефинише се као доказива спремност унутар групе корисника да користи информациону технологију за задатке које је дизајнирана да подржи. У контексту е-услуга, прихватање се односи на спремност корисника да користе е-услугу или да одлуче када и како ће је користити.

### Приступачност
Приступачност е-услуга подразумева могућност корисника да лако приступе услугама. Већина веб сајтова не пружа услуге корисницима са инвалидитетом. Препоруке за побољшање приступачности укључују дизајн за приступачност од самог почетка развоја веб странице, укључивање корисника са инвалидитетом у тестирање сајта и фокусирање на предности веб локације доступне свим корисницима.

### Административна писменост
За једноставне е-услуге потребе за знањима и вештинама су мање, али код компликованих услуга постоји потреба за специфичним вештинама, као што су способност тражења информација на мрежи уместо традиционалних вербалних вештина.

### Бенчмаркинг
Бенчмаркинг у контексту е-услуга подразумева успостављање стандарда за мерење и примењивање најбољих пракси. Ово укључује и међународни бенчмаркинг услуга е-управе, као што су извештаји УН и ЕУ.

### Дигитални јаз
Дигитални јаз представља једну од највећих препрека за успешну имплементацију е-услуга. Неки људи немају неопходна средства за приступ технологији, док други нису обучени да је користе. Е-управу и дигитални јаз треба посматрати као комплементарне друштвене појаве (тј. потражњу и понуду). Посебно је проблематично то што су е-услуге углавном доступне друштвеним елитама, што додатно продубљује овај јаз.

### Е-спремност
Већина критеријума за процену е-услуга концентрише се на инфраструктуру и јавне политике, занемарујући е-спремност грађана. Висок индекс е-спремности земље може указивати на постојање адекватне ИКТ инфраструктуре, институционалне подршке и политичке посвећености, али не гарантује да су и грађани спремни за коришћење е-услуга. На пример, на острву Маурицијус е-спремност инфраструктуре је висока, али грађани нису довољно укључени у коришћење ових услуга.
Према Economist Intelligence Unit-у, е-спремност се дефинише као способност земље да користи дигиталне канале за комуникацију, трговину и владу у сврху економског и друштвеног развоја. Овај концепт укључује не само технолошке капацитете, већ и њихову примену у свакодневном животу грађана.

### Ефикасност
Док се ефективност односи на постизање резултата, ефикасност подразумева унутрашњу компетенцију владиних служби у пружању е-услуга. Неки истраживачи упозоравају да се све више фокусирамо на корисничко искуство, занемарујући потребу за ефикасношћу. Ефикасност је кључна за одрживи развој е-услуга и њихову имплементацију.

### Безбедност
Безбедност је један од највећих изазова у имплементацији е-услуга. Грађани нису вољни да користе е-услуге ако нису уверени у њихову сигурност. Хакерски напади, крађа података и угрожавање приватности представљају значајне препреке. За успешну имплементацију, грађани морају бити сигурни да су њихови лични и финансијски подаци заштићени.

### Заинтересоване стране
Теорија заинтересованих страна, која се традиционално користи у приватном сектору, применљива је и у јавним политикама. Овај приступ захтева укључивање свих релевантних актера, не само владе и грађана, већ и организација, приватних предузећа и других група које имају интерес у развоју е-услуга.

### Употребљивост
За разлику од приступачности, концепт употребљивости добија значајну пажњу у истраживањима. Употребљивост се односи на лакоћу коришћења система, укључујући интуитиван интерфејс и флуидно функционисање у свакодневној употреби. Према различитим моделима и методама, мерење употребљивости треба да буде свеобухватно и примењиво на различите контексте, како би се обезбедило једноставно и ефикасно коришћење е-услуга.

## Друштвене, културне и етичке импликације е-услуга

### Утицај на права и приватност појединаца
Са растућом употребом технологије у компанијама и владиним институцијама за прикупљање, чување и обраду података, питање приватности добија на значају. Компаније често прате навике својих запослених ради процене њихових учинака, док технолошки напредак омогућава приступ великом броју информација о појединцима без њиховог знања. Ово изазива забринутост због потенцијалне злоупотребе података, нарочито у срединама у којима је кредибилитет институција пољуљан.

### Утицај на послове и радна места
Иако су у раној фази развоја рачунара научници предвиђали да ће рачунари заменити људске одлуке, овај страх више није доминантан. Међутим, савремени изазови укључују здравствене ризике повезане са сталним коришћењем рачунарске опреме, као што су оштећење вида. Ова питања захтевају сарадњу између владиних агенција и регулаторних тела ради спречавања дугорочних последица по здравље запослених.

### Потенцијални утицаји на друштво
Иако ИКТ доноси економске користи, постоји опасност од продубљивања јаза између оних који имају приступ технологији и оних који га немају. Образовање и приступ информацијама постали су кључни фактори за економски просперитет, али ови ресурси нису равномерно доступни широм света. Овај феномен, познат као дигитални јаз, доводи до појачане друштвене неједнакости.

### Утицај на друштвену интеракцију
Напредак у ИКТ решењима довео је до аутоматизације бројних функција владе и доступности информација на мрежи. Иако ово доноси практичност, забрињава људе који придају значај директној друштвеној интеракцији, јер дигитализација може смањити људски контакт у јавном простору.

### Информациона безбедност
Владе се суочавају са изазовом управљања великим количинама података које морају бити доступне грађанима и организацијама на флексибилан начин. Међутим, ово захтева балансирање између лакоће приступа, тачности података, планирања капацитета за брзу испоруку информација и заштите осетљивих података. Недостатак адекватне безбедности може угрозити интегритет и поверљивост информација, што би довело до губитка поверења јавности.

## Часописи који се фокусирају на е-услуге
- Међународни часопис за е-услуге и мобилне апликације (енгл. International Journal of E-Services and Mobile Applications)
- Часопис е-услуга (енгл. e-service Journal)
- Европски часопис информационих система (енгл. European Journal of Information Systems)
- МИС Квартерли (енгл. MIS Quarterly)
- Информације и управљање (енгл. Information & Management)
- Часопис информационих система (енгл. Journal of Information Systems)
- Међународни часопис електронске управе (енгл. International Journal of Electronic Government Research)
- Електронски часопис е-управе (енгл. Electronic Journal of e-government)
- Међународни часопис за електронску трговину (енгл. International Journal of Electronic Commerce)
- Интернет претраживач (енгл. Internet Research)
- Часопис информационих технологија (енгл. Journal of Information Technology)
- Часопис за стратешке информационе системе (енгл. Journal of Strategic Information Systems)
- Часопис Удружења за информационе системе (енгл. Journal of the Association for Information Systems)
- Кварталне Владине информације (енгл. Government Information Quarterly)
- Преглед јавне управе (енгл. Public Administration Review)